# Abu Dhabi Plaza
L'Abu Dhabi Plaza est un gratte-ciel de 311 mètres situé à Astana (Noursoultan), Kazakhstan. C'est le gratte-ciel le plus haut d’Asie Centrale.
Le 13 février 2016, un incendie s'est propagé sur le chantier ce qui a retardé la construction.